# Ієрархічні нагороди Української православної церкви (Московського патріархату)
Ієрархічні нагороди Української православної церкви московського патріархату служать для заохочення її архієреїв і кліриків, засвідчують гідне проходження церковного служіння.
До ієрархічних нагород відносяться:
- підвищення в сані (єпископа до архієпископа, ієрея до протоієрея і под.);
- елементи літургійного облачення, що несуть духовне значення;
- богослужебні відмінності (служіння Божественної Літургії з відкритими Царськими вратами до Херувимської пісні або до «Отче наш»).

Відповідно до своєї градації нагороди вручаються у строгій послідовності. Існують нагороди для єпископату, священства та дияконства. Покладання нагород для священства та дияконства здійснюється правлячим єпархіальним архієреєм, або, за його благословенням, вікарним архієреєм. При покладанні ієрархічних нагород архієрей виголошує «аксіос» (достойний). Нагороди кліриків у формі служебних відмінностей регулюють ієрархічне місце священнослужителя під час богослужіння при соборному служінні. При наявності однакових нагород перевага належить старшого за хіротонією.
Хіротонія (рукопокладання) — є особливим таїнством, де рукопокладаються єпископи, священики і диякони, вона не є нагородою. Нагороди існують у межах цих трьох чинів, для кожного свої.

## Архієрейські нагороди

### Послідовні
Послідовними нагородами для єпископа є підвищення в сані:
1. Архієпископ
2. Митрополит

Нагородження провадиться з ініціативи та за рішенням Блаженнішого Митрополита Київського і всієї України.
У сучасній Українській Православній Церкві архієпископ — почесний титул єпархіального архієрея, що надається Указом Блаженнішого Митрополита за заслуги, і не є окремим ієрархічним ступенем.
Митрополит історично був архієреєм, очільником митрополії — великої церковної області, що поєднує кілька єпархій. Архієреї, що управляли єпархіями, підпорядковувалися митрополиту. На сьогодні в Українській Православній Церкві титул «митрополит» є почесним званням після титулу «архієпископ». Відмінною частиною убрання митрополита є білий клобук (назва давньоруського головного убору).
Клобук носять клірики та архієреї різних чинів. У чинопослідовності постригу клобук називається шоломом спасіння та покривом слухняності. Чернець малої схими носить головний убір у вигляді циліндра, що розширюється догори, із трьома широкими стрічками чорного кольору, які спускаються на спину. Ієромонахи можуть носити клобук під час богослужіння. Приналежність позабогослужебного убрання архієрея — архієрейський клобук, за формою подібний до монашого. Митрополити носять клобук білого кольору з нашитим хрестом, архієпископи — чорного з нашитим хрестом.

### Особливі права кафедри
1. Носіння другої панагії
2. Преднесення хреста
3. Преднесення примикірія

Право носіння другої панагії мають Патріарх Московський, Митрополит Київський і всієї України (за версією УПЦ московського патріархату) та Митрополит Токійський і всієї Японії. Панагія — у православ'ї невелика ікона із зображенням Богоматері, є знаком архієрейського достоїнства, носиться єпископами на грудях. Є панагії із зображенням Трійці, розп'яття, вознесіння. Панагії бувають різні за формою — круглі, овальні, ромбоподібні, квадратні.
Право преднесення хреста за богослужіннями мають Патріарх Московський та Митрополит Київський (УПЦ МП у межах України).
Примикірій (переносний свічник з однією свічею) використовують патріарх за всіма богослужіннями, митрополит Київський, Митрополит Токійський, Мінський і Слуцький, Кишенівський в межах своїх юрисдикцій, єпархіальні архієреї в межах своїх єпархій.

## Нагороди для священства
Послідовними нагородами для священства є:
1. Набедреник
2. Камилавка фіолетового кольору (допускаються і інші кольори, як наприклад - червоний, синій, також зустрічаються і зелені та інші кольори)
3. Наперсний хрест (Золотий)
4. Палиця
5. Сан протоієрея / ігумена
6. Хрест з прикрасами
7. Митра / сан архімандрита
8. Служіння Божественної Літургії з відкритими Царськими вратами до Херувимської пісні
9. Служіння Божественної Літургії з відкритими Царськими вратами до «Отче наш…»
10. Носіння другого хреста із прикрасами
11. Сан протопресвітера

Набедреник. Нагородження провадиться Указом єпархіального архієрея не раніше ніж через три роки після хіротонії нагороджуваного. Це приналежність богослужебного убрання священика Української Православної Церкви. Має вигляд довгастого прямокутника (плата) виготовленого з тканини, у центрі якого зображений хрест. Так само, як і архієрейська палиця, символізує «меч духовний, котрий є Слово Боже» (Еф. 6:17), Слово, яким повинен бути озброєний священик і яке одержало відображення в Чотириєвангелії, на що й указує прямокутна форма набедреника. Набедреник навішується через ліве плече і спускається із правого боку нижче пояса на стегно, а при палиці (у протоієрея й архімандрита) ліворуч.
Камилавка фіолетового кольору. Нагородження провадиться Указом єпархіального архієрея не раніше ніж через три роки після нагородження набедреником. Камилавка — головний убір у Православній Церкві фіолетового або чорного кольору у вигляді циліндра, що розширюється догори, є також нагородою для священиків. На сьогодні чорна камилавка — постійний головний убір для рясофорів (чернець нижчого ступеня постригу, дозволяється носити рясу із клобуком і чорною камилавкою, але без мантії, що вперше дається прийнявшому постриг), а також частина богослужебного убрання ієродиякона (а ще недавно й ігумена); ченцям же слід носити клобук.
Камилавка носиться під час богослужіння (знімається у випадках, передбачених уставом), а також під час офіційних та урочистих заходів. Представники білого духовенства можуть одержати її тільки як нагороду. Такі камилавки, на відміну від чернечих, фіолетового, червоного, синього та інших кольорів і зроблені з оксамиту. Символічно камилавка означає терновий вінок Спасителя та умертвіння плоті.
Наперсний хрест. Нагородження провадиться Указом єпархіального архієрея не раніше ніж через три роки після нагородження камилавкою (для ченців — набедреником) і при строку служіння у священному сані не менше п'яти років. Надягається за богослужінням поверх убрання, у повсякденному житті — поверх ряси або під одягом, носиться на грудях («на персях») на мотузці або ланцюжку, одягнутих на шиї.
Сан протоієрея, сан ігумена (для монахів). Нагородження провадиться Указом Митрополита Київського УПЦ МП не раніше ніж через 10 років служіння у священному сані.
Протоієрей — титул, що дається особі білого духовенства як нагорода в Православній Церкві. Зазвичай для настоятеля храму. В урочистій або офіційній мові до протоієрея, як і до архімандрита, варто звертатися «Ваше Високопреподобіє!».
Ігуменство дається в нагородження чорному священству (відповідає протоієрею в білому духовенстві) і зазвичай не пов'язується участю в управлінні монастирем, як це було історично. Ігумен, який є начальником монастиря, має право носіння посоха.
Палиця. Нагородження провадиться Указом Блаженнішого Митрополита Київського і всієї України не раніше ніж через 5 років після зведення в сан протоієрея (для монахів — ігумена). Палиця — приналежність богослужебного убрання архієрея або архімандрита. Становить собою ромбовидний плат із зображенням хреста посередині, одним кутом прикріплений до стрічки. У символічному значенні палиця, як і набедреник, має те ж поняття духовного меча, тобто Слова Божого, яким завжди повинен бути озброєний пастир. Але в порівнянні з набедреником палиця належить до більш високого рівня, оскільки символізує ще й край рушника, яким Спаситель втирав ноги учням. При носінні навішується під фелонь (богослужебне убрання священика) через плече, причому палиця носиться праворуч, а набедреник — ліворуч.
Хрест із прикрасами. Нагородження провадиться Указом Блаженнішого Митрополита Київського і всієї України не раніше ніж через 5 років після нагородження палицею. Надягається за богослужінням поверх убрання, у повсякденній обстановці — поверх ряси.
Право носіння другого хреста із прикрасами — виняткова нагорода за особливі заслуги. Нагородження провадиться Указом Блаженнішого Митрополита Київського і всієї України.
Митра (для протоієреїв), сан архімандрита (для монахів). Нагородження провадиться Указом Блаженнішого Митрополита Київського і всієї України не менш ніж за 30 років бездоганного служіння Церкві Божій. При зведенні в сан архімандрита одночасно покладається митра. Митру носять архієреї, архімандрити, а також священики, яким право носіння митри дається як нагородження; головний убір форми, близької до сферичної. Іноді на митрі з боків містяться маленькі ікони — Ісуса Христа, Богоматері, Івана Предтечі та якого-небудь святого або свята; і одна ікона зверху — Трійці або Серафима. Однак існують протоієрейські та архімандричі митри і без ікон. У сучасній практиці Української Православної Церкви архієрейська митра замість верхньої ікони увінчується маленьким хрестом. Начальник Єрусалимської духовної місії в сані архімандрита також носить митру із хрестом. Носиться винятково під час богослужіння (знімається у випадках, передбачених уставом).
Служіння Божественної Літургії з відкритими Царськими вратами до Херувимської пісні. Нагородження провадиться Указом Блаженнішого Митрополита Київського і всієї України не раніше ніж через 5 років після нагородження митрою.
Служіння Божественної Літургії з відкритими Царськими вратами до «Отче наш…». Нагородження провадиться Указом Блаженнішого Митрополита Київського і всієї України не раніше ніж через 5 років після нагородження правом служіння Божественної Літургії з розкритими Царськими вратами до Херувимської пісні.
Сан протопресвітера. Нагородження провадиться у виняткових випадках, за особливі церковні заслуги, з ініціативи та за рішенням Указу Блаженнішого Митрополита Київського і всієї України. Протопресвітер — вище звання для особи білого духовенства в Українській Православній Церкві. Після 1917 року присвоюється в одиничних випадках священикам як нагорода за особливі заслуги. Не є окремим ступенем священства.

## Нагороди для дияконства
Послідовними нагородами для дияконства є:
1. Подвійний орар
2. Возведення в сан протодиякона
3. Камилавка фіолетового кольору

Подвійний орар. Нагородження провадиться Указом Блаженнішого Митрополита Київського і всієї України не раніше ніж через 5 років після хіротонії нагороджуваного. Перший з орарів один одягається на лівому плечі, поверх стихаря, передній більш довгий кінець спускається з лівого плеча під праву руку, потім ним оперізується спина, а потім спускається вниз через ліве плече. Другий спускається від лівого плеча до правого стегна й з'єднується кінцями.
Возведення в сан протодиякона. Нагородження провадиться Указом Блаженнішого Митрополита Київського і всієї України не раніше ніж через 20 років служіння в сані диякона.
Камилавка фіолетового кольору. Нагородження провадиться Указом Блаженнішого Митрополита Київського і всієї України не раніше ніж через 10 років після зведення в сан протодиякона. Фіолетова камилавка носиться під час богослужіння (знімається у випадках, передбачених уставом), а також під час офіційних і урочистих заходів.
Возведення в сан архідиякона (для монахів). Нагородження провадиться Указом Блаженнішого Митрополита Київського і всієї України не менше ніж за 30 років бездоганного служіння Церкві. Архідиякон — старший із дияконів у чорному духовенстві, тобто старший ієродиякон.

## Нагороди настоятельниць монастирів
Настоятельки монастирів, призначені Священним Синодом, за посадою носять наперсний хрест, що покладаться єпархіальним архієреєм. У випадку залишення ними посади вони не мають права носіння наперсного хреста. За багаторічне старанне служіння Блаженнішим Митрополитом Київським і всієї України настоятельки монастирів можуть бути удостоєні сану ігумені. Ігумені за особливі заслуги Блаженнішим Митрополитом Київським і всієї України можуть бути удостоєні права носіння хреста із прикрасами.

## Жезл і посох
Жезл служить «знаком влади над підлеглими і законним управлінням ними». Також жезл є символом апостольської спадкоємності. Архіпастирський жезл є зовнішньою відзнакою архієрейського сану. Архіпастирський жезл має також сулок (чотирикутний удвічі складений плат біля навершя, що захищає руку від морозу). Різновидом жезла, уживаного поза богослужінням, є посох. Митрополичий жезл є зовнішньою відзнакою митрополичого сану. Тільки Блаженніший Митрополит Київський і всієї України може вживати поза богослужінням жезл без сулка і входити з ним у вівтар через Царські врата.
Посох — знак церковної влади архієрея і керуючого монастирем архімандрита або ігумена. Розрізняються богослужебні — урочисті і багатоприкрашені посохи, і позабогослужебні — простіші. Навершя богослужебного посоха увінчується хрестом, сама форма навершя буває двох видів: 1) древня форма, що сягає 6 століття, у вигляді переверненого якоря; 2) форма, що поширилася в 16-17 столітті,- у вигляді двох змій, що звиваються догори.
При відвідуванні Блаженнішим Митрополитом Київським і всієї України єпархій Української Православної Церкви єпархіальний архієрей даної єпархії має право вживати посох у присутності Блаженнішого Митрополита. В усіх інших випадках архієреї Української Православної Церкви не вживають посох у присутності Блаженнішого Митрополита Київського і всієї України.
При проведенні загальноцерковних заходів, очолюваних Блаженнішим Митрополитом або за його участі, жезл за богослужінням і посох поза богослужінням використовує тільки Блаженніший Митрополит, у його відсутність (або якщо він не здійснює богослужіння) — головний (здійснюючий богослужіння) архієрей. Вікарні архієреї не вживають жезл при єпархіальному архієреї, який проводить службу, і посох у присутності єпархіального архієрея.
Настоятелі (намісники) лавр і монастирів у сані архімандрита (ігумена) Указом Блаженнішого Митрополита Київського і всієї України за церковні заслуги та увагу до монастирів, якими вони керують, можуть бути удостоєні права використання ігуменського посоха за богослужінням. Настоятель, удостоєний права використання ігуменського посоха за богослужінням, має право використовувати посох і поза богослужінням у межах своєї обителі. Під час архієрейського богослужіння настоятель не має права використовувати ігуменський посох. Настоятель може використовувати ігуменський посох при здійсненні богослужіння у присутності того, що молиться в храмі, але не здійснюючого богослужіння архієрея. У присутності архієрея настоятель не використовує посох поза богослужінням. У випадку залишення посади настоятеля архімандрит чи ігумен не має права використовувати за богослужінням ігуменський посох.
Настоятельки жіночих монастирів у сані ігумені за церковні заслуги та увагу до монастирів, якими вони керують, можуть бути удостоєні права використання ігуменського посоха. Вони не використовують ігуменський посох у присутності архієрея. У випадку залишення посади настоятельки монастиря ігумені не мають права використовувати ігуменський посох.

## Умови і порядок нагородження
Рішення про нагородження набедреником, камилавкою та наперсним хрестом відносяться до компетенції єпархіальних архієреїв. З усіх інших нагород єпархіальні архієреї подають клопотання про нагородження гідних кліриків і мирян Митрополиту Київському. Відомості про нагороджених протягом року набедреником, камилавкою і наперсним хрестом вказуються у річних звітах єпархіальних архієреїв, що подаються Блаженнішому Митрополиту. У випадку скорочення встановлених міжнагородних строків з цих нагород у звіті вказуються причини їхнього скорочення.
Клопотання єпархіальних архієреїв про представлення до нагород повинні бути направлені Блаженнішому Митрополиту Київському і всієї України до початку Великого посту. Списки оформлюються і підписуються єпархіальним архієреєм. На кожного клірика, що представляється до нагородження саном протоієрея (для монашествуючих саном ігумена) і митрою (для монашествуючих одночасно із саном архімандрита), додається послужний список з характеристикою за підписом єпархіального архієрея. Нагородження провадяться до свята Великодня. Подання до позачергових нагород відбувається окремим рапортом з обґрунтуванням причин скорочення встановлених міжнагородних строків. Міжнагородні строки можуть бути скорочені при призначенні клірика на посаду, що потребує того, або за особливі церковні заслуги.